# Tom Gutt
Pour les articles homonymes, voir Gutt.
Tom Gutt, né le 2 juillet 1941 à Woking (Angleterre) et mort le 11 mai 2002 à Bruxelles, est un écrivain et éditeur belge. 
Il est considéré comme l'élément le plus représentatif et le plus actif de la deuxième génération du surréalisme en Belgique.

## Biographie
Tom Gutt est le petit-fils du ministre des Finances Camille Gutt. Il naît en Angleterre où s'est réfugiée sa famille durant la guerre, avant de regagner Bruxelles en 1945. En 1958 il rencontre Marcel Mariën et Paul Nougé et en 1959 Mariën en fait l'acteur principal de son film L'Imitation du cinéma, pamphlet antireligieux dont la projection est interdite en France. Il fonde en 1960 la revue et les éditions Après Dieu, puis en 1963 la feuille Vendonah, d'après le nom, supposé signifier « celui qui bouscule tout sur son passage », d'un Indien dans le film La Splendeur des Amberson d'Orson Welles d'après le roman de Booth Tarkington (29 numéros de mai 1963 à décembre 1964). La même année Gutt réalise un tract (Un ton plus bas !) contre une conférence de Marc Eemans, ancien collaborateur et perturbe quelques jours plus tard une deuxième conférence. Plusieurs autres tracts suivent, notamment Haut les mains contre le Mouvement d'Action civique, d'extrême droite, Épode à la boue 3 dans lequel les signataires refusent d'accomplir leur service militaire et Le vent se lève qui prend la défense d'une œuvre exposée par Roger Van de Wouwer (une Vénus de Milo portant une bande hygiénique) (Canonne, p. 200-201 et 204). Il est alors l'acteur principal de « la reconstitution d'un groupe surréaliste en Belgique » (Canonne, p. 204).
Avocat au barreau de Bruxelles à partir de 1964, Tom Gutt devient l'intime de Louis Scutenaire et d'Irène Hamoir et fonde en 1968 la collection Une Passerelle en papier, en octobre 1972 la revue Le Vocatif (250 numéros en décembre 1987). Il œuvre alors décisivement en tant qu'éditeur à la reconnaissance des poètes de la première génération du surréalisme belge, Scutenaire et Irène Hamoir mais aussi Nougé, Goemans, Marcel Lecomte, Mariën, Paul Magritte, publiant simultanément de nombreux ouvrages, souvent illustrés par sa femme Claudine Jamagne. En 1974 Tom Gutt et Claudine Jamagne ouvrent à Ixelles la galerie La Marée, du nom de la boutique du poissonnier dont elle occupe les lieux, où sont exposés les œuvres de Mariën, Gilles Brenta, André Stas, Max Servais, Roger Van de Wouwer, Robert Willems ou Adrien Dax.
Sous le pseudonyme de « Thomas Rien », Tom Gutt publie en 1985 sous le signe des éditions « Frappez au Miroir » (titre d'une plaquette de Scutenaire parue en 1939 avec des dessins de Magritte) Cette mémoire du cœur. Fragments pour un Monte-Cristo suite et fin. Dans ce roman à clef-collage de 430 pages Gutt achève à sa façon l'ouvrage de Dumas en faisant intervenir, sous des noms assez transparents, certains de ses proches, notamment Scutenaire (Jean-Louis Centurion), Nougé (Paul Pneu), Magritte (Dimanche), Mariën (Emène), Roger van de Wouwer (Roger du Veneur), Jacques Wergifosse (Jacques Lavergefausse), Gilles Brenta (Gil Brentasse), Michel Thyrion (Michel Latire). 
Tom Gutt s'associe à plusieurs tracts : Ne pas tendre la main (1989) contre la « fatwa » lancée contre Salman Rushdie, Cela s'est passé près de chez vous (1989) et Le Marchand des temples (1990) contre le peintre Somville, Tombola du soir (1990) contre le critique Jan De Decker, Saint-Pol Roux (1991) contre le peintre Marc Eemans, Une Porte veuve de clenche et Le Trille de la truie (1991) contre l'écrivain Nadine Monfils, La Franchise (1992) à l'occasion d'une saisie des œuvres de Jan Bucquoy, La Selle frantôme (1992) contre la critique Danièle Gillemon.
Tom Gutt réalise par ailleurs plusieurs expositions d'objets et collages (1975, 1978 et 1987 avec des préfaces de Scutenaire et d'Irène Hamoir, à la galerie Isy Brachot, 1989, 1991 avec une préface d'Irène Hamoir). Il est en 1994 l'exécuteur testamentaire d'Irène Hamoir pour le legs « Irène Scutenaire-Hamoir » aux musées royaux des beaux-arts de Belgique dans lequel figurent notamment les nombreuses œuvres de Magritte (plus d'une vingtaine de peintures, d'une vingtaine de gouaches, d'une quarantaine de dessins, etc.) qui étaient aux murs de leur maison de la rue de la Luzerne. Il meurt en 2002. Le livre de Xavier Canonne Le Surréalisme en Belgique, 1924-2000, publié à Bruxelles en 2006 et à Paris en 2007, est dédié « À la mémoire de Tom Gutt qui soufflait sur les braises » et présente de nombreuses reproductions de ses objets.

## Jugement
« Son gang et lui, c'est de très loin ce qu'il y a de meilleur dans le sillage du bateau surréaliste. »

— Louis Scutenaire, lettre à José Vovelle, avril 1968, cité dans Xavier Canonne, Le surréalisme en Belgique, 1924-2000, Fonds Mercator, Bruxelles, 2006 ; Actes Sud, Paris, 2007, p. 206